# Ewa Hoffmann-Piotrowska
Ewa Dorota Hoffmann-Piotrowska – polska historyk idei, doktor habilitowana nauk humanistycznych, pracuje na Uniwersytecie Warszawskim, adiunkt w Zakładzie Literatury Romantyzmu.

## Życiorys
Adiunkt w Instytucie Literatury Polskiej, na Wydziale Polonistyki Uniwersytetu Warszawskiego,  Zakład Literatury Romantyzmu.  Jej zainteresowania badawcze koncentrują się wokół dojrzałej twórczości polskich romantyków, historii romantycznych idei, religijności w literaturze i kulturze romantycznej. Redaktor naczelna czasopisma „Prace Filologiczne. Literaturoznawstwo”. Członek Komisji Kadrowej Wydziału Polonistyki. 
Instruktorka ZHR w stopniu harcmistrzyni. Członkini Rady Naczelnej Związku Harcerstwa Rzeczypospolitej (2018–2020).

## Publikacje
Jest autorką książek: 
- Mickiewicz-towiańczyk. Studium myśli (2004)
- W ustach jest otwór duszy… Szkice o romantykach i mistykach (2012)
- „Święte awantury”. Orto- i heterodoksje Adama Mickiewicza (2014).

Opublikowała także korespondencję ks. Jana Twardowskiego „Otulona dobrocią” 99 listów księdza J. Twardowskiego do „wnuczki” Maryli i jej zapiski 
Sztuka Edycji 1/2019 Informacje o Autorach z dziennika (2007). Autorka artykułów poświęconych twórczości Adama Mickiewicza i kulturze romantyzmu. Współredaktorka monografii poświęconych Mickiewiczowi i Słowackiemu.